# 維吉尼亞州第六十四騎馬步兵團
維吉尼亞州第六十四騎馬步兵團（英語：64th Virginia Mounted Infantry Regiment）與維吉尼亞州第二十一步兵營（21st Virginia Infantry Battalion）同時於1861年秋季成立，其成員都是來自肯塔基州邊境的李縣與斯科特縣，以及維吉尼亞州的懷斯縣與布坎南縣。此步兵團不同於其他步兵團是一直拒絕離開家園太遠，又不願跟隨李將軍北伐賓夕法尼亞州和馬里蘭州。